# Mann Yadanarpon Airlines

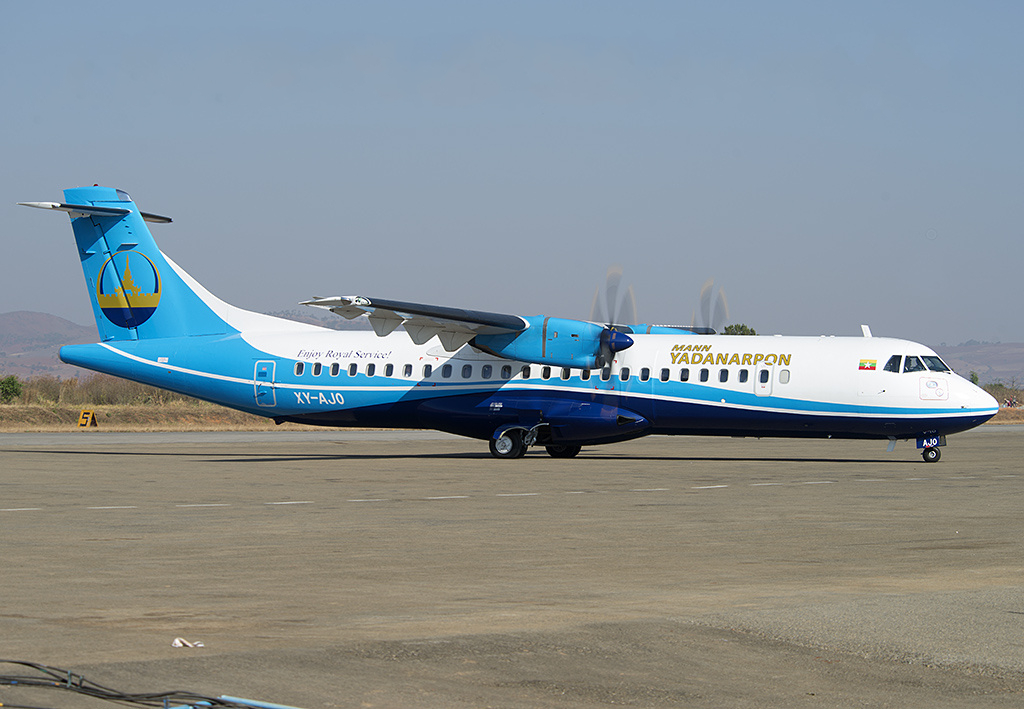
ATR 72-600 авиакомпании Mann Yadanarpon Airlines

Mann Yadanarpon Airlines (бирм. မန်းရတနာပုံ လေကြောင်းလိုင်း), — частная авиакомпания Мьянмы со штаб-квартирой в городе Мандалай, работающая в сфере регулярных пассажирских перевозок на внутренних маршрутах. Компания также предлагает чартерные рейсы в Таиланд.
Портом приписки авиакомпании и её главным транзитным узлом (хабом) является международный аэропорт Мандалай.

## Маршрутная сеть
- Мьянма
  - Мандалай — международный аэропорт Мандалай — хаб
  - Янгон — международный аэропорт Янгон
  - Баган — аэропорт Нияунг-У
  - Хайхо — аэропорт Хайхо
  - Тандуэ — аэропорт Тандуэ
  - Чёнгтун — аэропорт Чёнгтун
  - Тачхилуа — аэропорт Тачхилуа
  - Лашо — аэропорт Лашо
  - Мьей — аэропорт Мьей
  - Тавой — аэропорт Тавой
  - Кодаун — аэропорт Кодаун
  - Мейтхила — аэропорт Мейтхила
  - Ситуэ — аэропорт Ситуэ
  - Моламьяйн — аэропорт Моламьяйн

## Флот
В ноябре 2015 года воздушный флот авиакомпании Mann Yadanarpon Airlines составляли следующие самолёты: